# Напперсдорф-Каммерсдорф
Напперсдорф-Каммерсдорф (нем. Nappersdorf-Kammersdorf) — ярмарочная коммуна (нем. Marktgemeinde) в Австрии, в федеральной земле Нижняя Австрия. 
Входит в состав округа Холлабрун.  Население составляет 1291 человек (на 31 декабря 2005 года). Занимает площадь 38,86 км². Официальный код  —  31028.

## Политическая ситуация
Бургомистр коммуны — Вернер Гёсль (СДПА) по результатам выборов 2005 года.
Совет представителей коммуны (нем. Gemeinderat) состоит из 19 мест.
- Партия S&U занимает 10 мест.
- АНП занимает 8 мест.
- местный список: 1 место.